# 인하이구

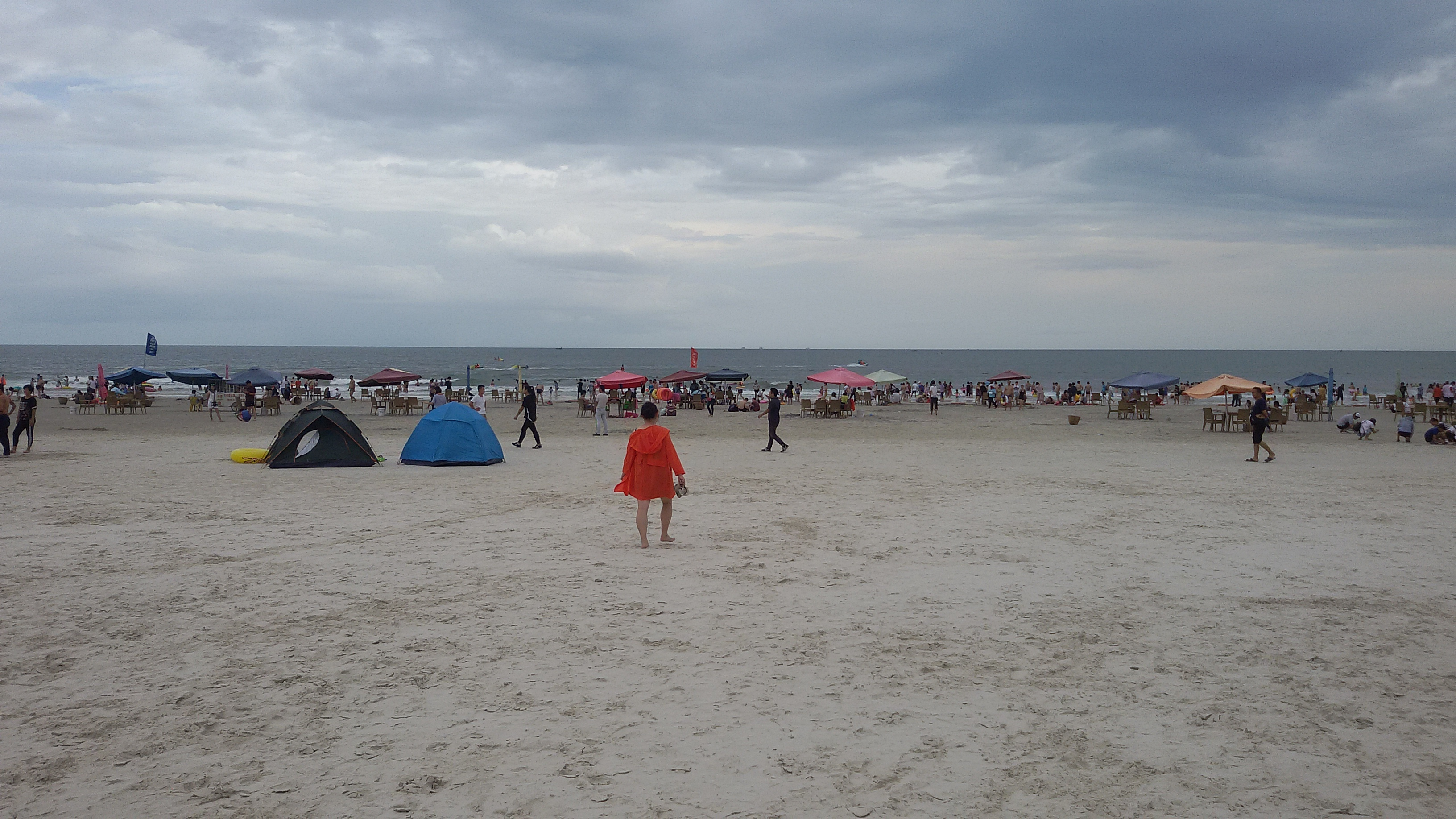

인하이구(한국어: 은해구, 중국어: 银海区, 병음: Yínhǎi Qū)는 중국 광시 좡족 자치구 베이하이시의 현급 행정 구역이다. 넓이는 423km2이고, 인구는 2007년 기준으로 140,000명이다.

## 행정 구역
4개 진을 관할한다.
- 진: 福成镇, 银滩镇, 平阳镇, 侨港镇.